# Bulevardul Carol I din Iași
Bulevardul Carol I din Iași este unul din cele mai importante bulevarde ale municipiului Iași, fiind situat în cartierul istoric Copou. 

## Descriere
Bulevardul începe din zona pasajului „Mihai Eminescu” și se termină în „Aleea Grigore Ghica Vodă”.

## Toponimie
Bulevardul Carol I este numit după Regele Carol I al României (1839-1914). 

## Istoric
Bulevardul Carol I de astăzi s-a numit „Strada Carol”, „Podul Verde”, iar în perioada comunistă, „Strada 23 August”.

## Monumente istorice
| Cod LMI                                                     | Denumire                                                                                  | Localitate      | Localizare                                                                                | Datare, Creatori                                                                      | Imagine               | Erori             |
| ----------------------------------------------------------- | ----------------------------------------------------------------------------------------- | --------------- | ----------------------------------------------------------------------------------------- | ------------------------------------------------------------------------------------- | --------------------- | ----------------- |
| IS-I-s-A-03504 (RAN: 41783.04.01, 41783.04.02, 41783.04.03) | Centrul istoric și Curtea Domnească                                                       | municipiul Iași | „Centrul istoric”, Carol I. Cazarma de la Copou (Unitatea Militară) 47.15611°N 27.58556°E | Epoca medievală                                                                       | Încarcă foto \| video | Raportează eroare |
| IS-II-m-B-03777                                             | Institutul de Igienă M. Ciucă                                                             | municipiul Iași | Bd. Carol I 1 47.17073°N 27.57526°E                                                       | înc. sec. XX                                                                          |                       | Raportează eroare |
| IS-II-m-B-03778                                             | Casa Cantacuzino-Pașcanu, azi Clubul Copiilor                                             | municipiul Iași | Bd. Carol I 2 47.17683°N 27.57619°E                                                       | sec. XIX                                                                              | Alte imagini          | Raportează eroare |
| IS-II-m-B-03779                                             | Casa Dimitrie Ghika                                                                       | municipiul Iași | Bd. Carol I 3 47.17164°N 27.57437°E                                                       | 1831                                                                                  |                       | Raportează eroare |
| IS-II-a-B-03780                                             | Ansamblul Spitalului Militar                                                              | municipiul Iași | Bd. Carol I 6                                                                             | mijl. sec. XIX                                                                        | Alte imagini          | Raportează eroare |
| IS-II-m-B-03780.01                                          | Spitalul Militar Corp Vechi                                                               | municipiul Iași | Bd. Carol I 6 47.17263°N 27.57488°E                                                       | mijl.sec. XIX                                                                         | Alte imagini          | Raportează eroare |
| IS-II-m-B-03780.02                                          | Parc                                                                                      | municipiul Iași | Bd. Carol I 6 47.17246°N 27.57456°E                                                       | mijl.sec. XIX                                                                         |                       | Raportează eroare |
| IS-II-m-B-03781                                             | Casa C. B. Pencescu                                                                       | municipiul Iași | Bd. Carol I 7 47.17243°N 27.57365°E                                                       | prima jumătate a sec. XX                                                              | Încarcă foto \| video | Raportează eroare |
| IS-II-m-B-03782                                             | Casa Logofătului Nicolae Canta, azi Restaurant „Casa Universitarilor”                     | municipiul Iași | Bd. Carol I 9 47.17276°N 27.57321°E                                                       | 1800                                                                                  |                       | Raportează eroare |
| IS-II-m-B-03783                                             | Universitatea „Alexandru Ioan Cuza”                                                       | municipiul Iași | Bd. Carol I 11 47.17406°N 27.57324°E                                                      | 1893-1897, cu extindere sec. XX Louis Blanc (arhitect)                                | Alte imagini          | Raportează eroare |
| IS-II-m-B-03784                                             | Muzeul de Antichități, azi Catedra de Științe Sociale–Universitatea „Alexandru Ioan Cuza” | municipiul Iași | Bd. Carol I 19                                                                            | sec. XIX, refaceri sec. XX                                                            | Încarcă foto \| video | Raportează eroare |
| IS-II-m-B-03785                                             | Casa Jora                                                                                 | municipiul Iași | Bd. Carol I 21                                                                            | a doua jum. a sec. XIX                                                                | Încarcă foto \| video | Raportează eroare |
| IS-II-m-B-03786                                             | Casă                                                                                      | municipiul Iași | Bd. Carol I 23                                                                            | a doua jum. sec. XIX                                                                  | Încarcă foto \| video | Raportează eroare |
| IS-II-m-B-03787                                             | Casa Costin Catargiu, azi sediu Facultatea de Istorie                                     | municipiul Iași | Bd. Carol I 24 47.17532°N 27.57227°E                                                      | 1824                                                                                  |                       | Raportează eroare |
| IS-II-m-B-03788                                             | Casa Vălescu                                                                              | municipiul Iași | Bd. Carol I 25                                                                            | a doua jum. sec. XIX                                                                  |                       | Raportează eroare |
| IS-II-m-B-03789                                             | Casa Racoviță (Micul Trianon) azi Centrul Cultural Francez                                | municipiul Iași | Bd. Carol I 26 47.17669°N 27.57149°E                                                      | a doua jum. sec. XIX                                                                  | Alte imagini          | Raportează eroare |
| IS-II-m-B-03790                                             | Casa Sturdza - E. Diaconescu, azi sediu Camera de Comerț                                  | municipiul Iași | Bd. Carol I 27 47.17716°N 27.56968°E                                                      | sf. sec. XIX, refaceri sec. XX                                                        |                       | Raportează eroare |
| IS-II-m-B-03791                                             | Casă                                                                                      | municipiul Iași | Bd. Carol I 29                                                                            | prima jum. sec. XIX                                                                   | Încarcă foto \| video | Raportează eroare |
| IS-II-m-B-03792                                             | Casă                                                                                      | municipiul Iași | Bd. Carol I 48                                                                            | prima jum. sec. XX                                                                    | Încarcă foto \| video | Raportează eroare |
| IS-II-m-B-03793                                             | Spital Clinic nr. 2                                                                       | municipiul Iași | Bd. Carol I 50 47.18042°N 27.56818°E                                                      | sec. XX                                                                               | Încarcă foto \| video | Raportează eroare |
| IS-II-m-B-03794                                             | Casa Kamner                                                                               | municipiul Iași | Bd. Carol I 54                                                                            | prima jum. sec. XX                                                                    | Încarcă foto \| video | Raportează eroare |
| IS-III-m-B-04279                                            | Monumentul istoricului A. D. Xenopol                                                      | municipiul Iași | Bd. Carol I, în fața Universității                                                        | 1934                                                                                  | Încarcă foto \| video | Raportează eroare |
| IS-III-m-B-04280                                            | Bustul lui Mihai Eminescu                                                                 | municipiul Iași | Bd. Carol I, în Grădina Copou                                                             | 1988                                                                                  |                       | Raportează eroare |
| IS-III-m-B-04281                                            | Statuia ecvestră a Eroilor cavaleri din primul război mondial                             | municipiul Iași | Bd. Carol I, în fața grădinii Copou 47.17933°N 27.56867°E                                 | 1927 Ion C. Dimitriu-Bârlad (sculptor)                                                |                       | Raportează eroare |
| IS-III-m-B-04282                                            | Monumentul lui Mihai Eminescu                                                             | municipiul Iași | Bd. Carol I 2, în fața Bibliotecii Universitare                                           | 1929 Ion Schmidt Faur (sculptor)                                                      | Alte imagini          | Raportează eroare |
| IS-III-m-B-04283                                            | Monumentul lui Alexandru cel Bun                                                          | municipiul Iași | Bd. Carol I 2, Parc Casa Tineretului                                                      | 1971 Ioan Iordănescu (sculptor)                                                       |                       | Raportează eroare |
| IS-III-m-B-04284                                            | Monumentul lui Dimitrie Cantemir                                                          | municipiul Iași | Bd. Carol I 2, Parc Casa Tineretului                                                      | 1934 Ion Dimitriu-Bârlad (sculptor)                                                   | Încarcă foto \| video | Raportează eroare |
| IS-III-m-B-04285                                            | Monumentul lui Dragoș Vodă                                                                | municipiul Iași | Bd. Carol I 2, Parc Casa Tineretului                                                      | 1971 Ion Jalea (sculptor)                                                             | Încarcă foto \| video | Raportează eroare |
| IS-III-m-B-04286                                            | Statuia Ioan Vodă cel Viteaz                                                              | municipiul Iași | Bd. Carol I 2, Parc Casa Tineretului                                                      | 1971 Iftimie Bârleanu (sculptor)                                                      | Încarcă foto \| video | Raportează eroare |
| IS-III-m-B-04287                                            | Monumentul lui Mihai Viteazul                                                             | municipiul Iași | Bd. Carol I 2, Parc Casa Tineretului                                                      | 1971 Ion Jalea (sculptor)                                                             | Încarcă foto \| video | Raportează eroare |
| IS-III-m-B-04288                                            | Statuia Petru Rareș                                                                       | municipiul Iași | Bd. Carol I 2, Parc Casa Tineretului                                                      | 1971 Ion Dămăceanu (sculptor)                                                         | Încarcă foto \| video | Raportează eroare |
| IS-III-m-B-04289                                            | Monumentul lui Ștefan cel Mare                                                            | municipiul Iași | Bd. Carol I 2, Parc Casa Tineretului                                                      | 1971 Ion Dimitriu-Bârlad (sculptor)                                                   | Încarcă foto \| video | Raportează eroare |
| IS-III-m-B-04290                                            | Obeliscul leilor                                                                          | municipiul Iași | Bd. Carol I 31, în Grădina Copou 47.17853°N 27.56697°E                                    | 1834 Gheorghe Asachi (inginer), Johann Freiwald (arhitect), Mihail Singurov (inginer) | Alte imagini          | Raportează eroare |
| IS-III-m-B-04291                                            | Bustul lui Octav Băncilă                                                                  | municipiul Iași | Bd. Carol I 31, în Grădina Copou                                                          | 1970                                                                                  |                       | Raportează eroare |
| IS-III-m-B-04292                                            | Monumentul lui Ion Creangă                                                                | municipiul Iași | Bd. Carol I 31, în Grădina Copou                                                          | 1932 Ion Dimitriu-Bârlad (sculptor)                                                   |                       | Raportează eroare |
| IS-III-m-B-04293                                            | Bustul lui Barbu Ștefănescu Delavrancea                                                   | municipiul Iași | Bd. Carol I 31, Grădina Copou                                                             | 1924 Ion Mateescu (refăcut de Constantin Crengăniș)                                   |                       | Raportează eroare |
| IS-III-m-B-04294                                            | Bustul lui Mihai Eminescu                                                                 | municipiul Iași | Bd. Carol I 31, Grădina Copou                                                             | 1943 Ion Mateescu (sculptor)                                                          | Alte imagini          | Raportează eroare |
| IS-III-m-B-04295                                            | Bustul lui Nicolae Gane                                                                   | municipiul Iași | Bd. Carol I 31, Grădina Copou                                                             | 1943 Richard Hette (refăcut de Constantin Crengăniș)                                  |                       | Raportează eroare |
| IS-III-m-B-04296                                            | Monumentul poetei Veronica Micle                                                          | municipiul Iași | Bd. Carol I 31, Grădina Copou                                                             | înc. sec. XX Ion Irimescu                                                             |                       | Raportează eroare |
| IS-III-m-B-04297                                            | Bustul lui Costache Negruzzi                                                              | municipiul Iași | Bd. Carol I 31, Grădina Copou                                                             | 1934 Ion Mateescu (sculptor)                                                          |                       | Raportează eroare |
| IS-III-m-B-04298                                            | Bustul lui Iacob Negruzzi                                                                 | municipiul Iași | Bd. Carol I 31, Grădina Copou                                                             | 1933                                                                                  |                       | Raportează eroare |
| IS-III-m-B-04299                                            | Bustul lui Gheorghe Panaitescu Bardasare                                                  | municipiul Iași | Bd. Carol I 31, Grădina Copou                                                             | 1916                                                                                  |                       | Raportează eroare |
| IS-III-m-B-04300                                            | Bustul lui Constantin D. Stahi                                                            | municipiul Iași | Bd. Carol I 31, Grădina Copou                                                             | sec. XX Richard Hette                                                                 | Încarcă foto \| video | Raportează eroare |